# 佐洛圣伊万
佐洛圣伊万（匈牙利語：Zalaszentiván）是匈牙利佐洛州所辖的一个村，总面积13.10平方公里，总人口1058，人口密度80.8人/平方公里（2010年1月1日）。